# آنتون دالبری
آنتون دالبری (سوئدی: Anton Dahlberg؛ زادهٔ ۱۰ مهٔ ۱۹۸۵) قایقران قایق بادبانی اهل سوئد است.